# Velká pardubická 1998
Velká pardubická 1998 byla 108. ročník tohoto dostihu. Konala se 11. října na pardubickém dostihovém závodišti. Vítězem se stal desetiletý Peruán s žokejem Zdeňkem Matysíkem. Čas vítěze byl 10:01,00 minuty.
Na druhém místě dojel irský Devil v sedle s Romanem Tůmou a třetí byl Marketplace, kterého vedl Pavel Složil.
Hlavním sponzorem byla Česká pojišťovna a běželo se o celkovou částku 3 200 000 Kč.

## Pořadí v cíli (prvních pět)
| * | Kůň         | Jezdec            |
| - | ----------- | ----------------- |
| 1 | Peruán      | Zdeněk Matysík    |
| 2 | Devil       | Roman Tůma        |
| 3 | Marketplace | Pavel Složil      |
| 4 | Zilco       | Jaromír Šafář     |
| 5 | Gart        | Jurij Feodosiadij |